# Études caribéennes
 (janvier 2022).
Études caribéennes est une revue scientifique fondée en 2003 par Pascal Saffache. Pluridisciplinaire, elle est reconnue sur l'espace caribéen pour ses articles (voir l'indexation de la revue) concernant les problématiques des mondes insulaires et tropicaux (tourisme, écotourisme, gestion des ressources, risques naturels, migrations).
Études caribéennes est un espace d’expression scientifique publiant des travaux originaux de jeunes chercheurs et des travaux de chercheurs confirmés. Les principaux thèmes traités sont la géographie, l'aménagement, l'économie et les sciences sociales (histoire, sociologie, anthropologie). La revue propose trois numéros annuels organisés autour d’un dossier thématique central. Les textes publiés, en français, en anglais, en espagnol, sont évalués par un comité scientifique international.

## Histoire
Études caribéennes a rejoint depuis février 2008 la plateforme OpenEdition Journals] pour mettre en ligne, en libre accès, ses numéros dans leur intégralité. De plus, grâce au soutien de l'Institut des Sciences Humaines, elle a reçu le label CNRS. 